# 마쓰다이라 나오카쓰

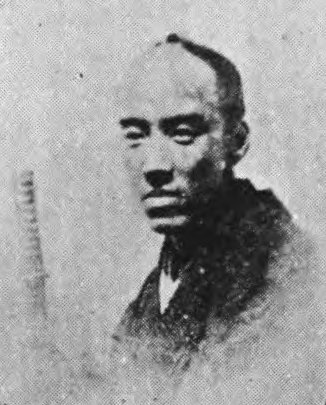
마쓰다이라 나오카쓰

마쓰다이라 나오카쓰(松平直克)는 막말의 다이묘로서 무사시 가와고에번 제7대 번주이자 나오모토 계 에치젠 마쓰다이라 가 제11대 당주이다. 에도 막부 정사총재직(政事総裁職)을 맡았다. 후에 고즈케 마에바시 번으로 이봉하여 마쓰다이라 도모노리 이래로 가와고에 번의 원격 영지였던 마에바시 번이 나오카쓰 대에 재봉하게 된다.
친부는 구루메번주 아리마 요리노리이며 그의 13남으로 태어났다.
| 전임 마쓰다이라 나오요시 | 제11대 에치젠 마쓰다이라가 나오모토계 당주 1861년 ~ 1869년 | 후임 마쓰다이라 나오카타 |

| 전임 마쓰다이라 나오요시 | 제7대 가와고에번 번주 (에치젠 마쓰다이라가) 1861년 ~ 1867년 | 후임 마쓰다이라 야스히데 |

| 전임 가와고에 번의 원격 영지(마쓰다이라 도모노리) | 제1대 마에바시 번 번주 (에치젠 마쓰다이라가, 재봉) 1867년 ~ 1869년 | 후임 마쓰다이라 나오카타 |